# Sommersdorf (Börde)
Pour les articles homonymes, voir Sommersdorf.
Sommersdorf est une commune allemande de l'arrondissement de la Börde, dans le Land de Saxe-Anhalt.

## Géographie
Sommersdorf se situe au sud de la cordillère Lappwald, dans les contreforts septentrionaux du Harz, près de la frontière avec le Land de Basse-Saxe à l'ouest. Le territoire communal comprend les villages de Marienborn, Sommerschenburg et Sommersdorf.
|                       | Ingersleben |             |
| Harbke                | Sommersdorf | Wefensleben |
| Helmstedt Hötensleben | Völpke      |             |

Sommersdorf se trouve sur la Bundesstraße 245a reliant Helmstedt et Hötensleben.

## Histoire
Le village est mentionné pour la première fois sous le nom de Sumarasthorpa en 983 dans un répertoire de l'abbaye Saint-Ludger de Helmstedt. Le château de Sommerschenburg fut la propriété des comtes de Walbeck (parents du chroniqueur Dithmar) au XIe siècle. En 1138, l'abbaye de Mariental est fondée par Frédéric II von Sommerschenburg, comte palatin de Saxe. La forteresse a été le théâtre de combats entre le duc Henri le Lion et l'archevêque Wichmann de Magdebourg, ainsi qu'entre le roi Otton IV et Philippe de Souabe. 
L'archevêque Wichmann a fondé un couvent des Augustines à Marienborn en 1191, un lieu marial de pèlerinages. À partir de 1208, le domaine faisait partie de l'archevêché de Magdebourg.
Le château de Sommerschenburg fut dévasté en 1626 durant la guerre de Trente Ans. Après la guerre et les décisions prises dans les traités de Westphalie, la principauté ecclésiastique de Magdebourg fut sécularisée en 1680 et devint alors le duché de Magdebourg, un fief de l'État de Brandebourg-Prusse. Le domaine passe entre les mains des électeurs de Brandebourg. 

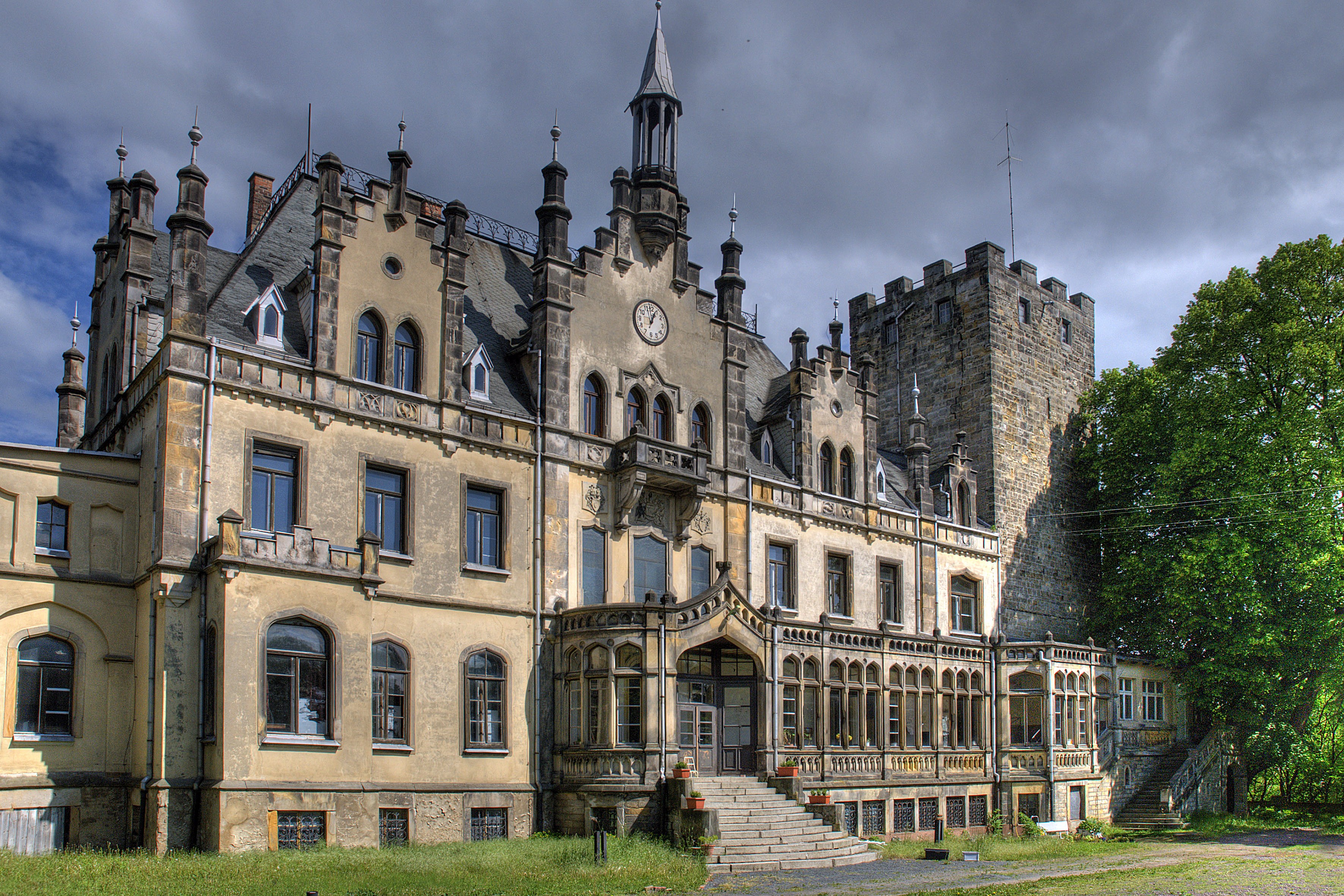
Château de Sommerschenburg.

Pendant les guerres napoléoniennes, en 1807, il échut à Anne Jean Marie René Savary, duc de Rovigo ; de la même façon, Jérôme Bonaparte a offert les biens du couvent de Marienborn à son protégé Joseph Antoine Morio, associé au titre de « comte de Marienborn ». Après la bataille de Leipzig (1813), le château de Sommerschenburg a été remis au général August Neidhardt von Gneisenau.
Après la Seconde Guerre mondiale, Sommersdorf est dans la zone d'exclusion de la frontière interallemande du côté oriental, près de l'ancien Checkpoint Alpha (en allemand : Grenzübergang Helmstedt-Marienborn). De 1961 à 1989, de nombreux jeunes quittent le village. Le 12 avril 1990, le passage frontalier à Büddenstedt-Hohnsleben est ouvert.